# Véronique (operett)

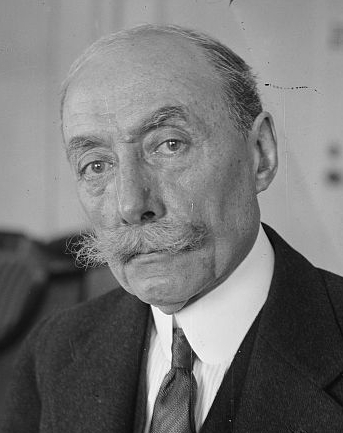
André Messager

Véronique är en fransk operett i tre akter med musik av André Messager och libretto av George Duval och Albert Vanloo. Verket blev Messagers mest spelade opera. Efter den framgångsrika premiären i Paris 1898 sattes den upp i Europa, USA och Australien. Den är fortfarande del av operarepertoaren i Frankrike.

## Historia
Messager var den siste store skaparen av den klassiska franska operetten. Han började som organist och hade Camille Saint-Saëns och Gabriel Fauré som lärare. På 1880-talet började han komponera operetter men fick ingen större succé förrän på 1890-talet. Efter en del misslyckanden fick han en stor succé med Les P'tites Michu (1897). 1898 fortsatte framgången med att han utnämndes till kapellmästare på Opéra-Comique i Paris. Arbetet som dirigent lämnade inte mycket tid över för komponerande och Véronique var hans sista sceniska verk på sju år, trots att den var hans mest spelade verk dittills. Librettisterna hade samarbetat med Les P'tites Michu och innan Vanloo arbetade med Messager hade han samarbetat med Offenbach, Lecocq och Chabrier, och Duval hade skrivit en rad av musikaliska och icke-musikaliska komiska stycken sedan mitten av 1870-talet.
Stjärnorna på Bouffes-Parisiens, Mariette Sully och Jean Périer, var välkända och populära personer hos Parispubliken och bland de mindre rollerna förekom familjära sångare från Les P'tites Michu, såsom Maurice Lamy, Victor Regnard och Brunais. Véronique hade premiär den 10 december 1898 på Bouffes-Parisiens i Paris med Messager som dirigent. Den spelades fram till april 1899 och gavs 175 gånger. Operettens mest kända sångnummer är duetterna Duo de l'escarpolette och Duetto de l'âne (båda sjungna av Florestan och Véronique).

## Personer
| Roller                                                                | Röststämma  | Premiärbesättning 10 december 1898 (Dirigent: André Messager) |
| --------------------------------------------------------------------- | ----------- | ------------------------------------------------------------- |
| Evariste Coquenard, kapten i Nationalgardet och en florist            | baryton     | Victor Regnard                                                |
| Agathe Coquenard, hans hustru                                         | sopran      | Anne Tariol-Baugé                                             |
| Florestan, Vicomte de Valaincourt                                     | baryton     | Jean Périer                                                   |
| Hélène (senare "Véronique") de Solanges, hovdam vid Bourbonhovet      | sopran      | Mariette Sully                                                |
| Ermerance (senare "Estelle"), Countess de Champ d'Azur, hennes faster | mezzosopran | Léonie Laporte                                                |
| Aunt Benoît                                                           | mezzosopran | Bonval                                                        |
| Denise, hennes niece, fästmö till Séraphin                            | sopran      | Madeleine Mathyeu                                             |
| Monsieur Loustot, baron de Merlettes                                  | tenor       | Maurice Lamy                                                  |
| Séraphin, Hélène och Ermerances betjänt                               | tenor       | Brunais                                                       |
| Octave, Florestans vän                                                |             |                                                               |
| Felicien, Florestans vän                                              |             |                                                               |
| Céleste                                                               | sopran      | Maud d’Orby                                                   |
| Sophie                                                                | sopran      | Landoza                                                       |
| Héloise                                                               | sopran      | Lérys                                                         |
| Irma                                                                  | sopran      | Raymonde                                                      |
| Elisa                                                                 | sopran      | Raimond                                                       |
| Zoe                                                                   | sopran      | Fritigny                                                      |

## Handling
I en blomsterhandel i Paris på 1840-talet arbetar hovdamen Hélène de Solanges utklädd till blomsterflicka för att spionera på sin fästman Florestan, vicomte de Valaincourt. Florestan bjuder alla anställda på utflykt (för pengar han inte har) och blir ögonblickligen förälskad i den utklädda Hélène (som kallar sig Véronique). Han vet inte om att Hélène är den kvinna som han ska gifta sig med och när budet kommer från slottet att han ska infinna sig till den kungliga balen för att presenteras för sin tillkommande, riskerar han sin ställning och förblir på utflykten. 
När han väl infinner sig på balen reds alla förvecklingar och missförstånd ut, och i kunglig närvaro skriver de under bröllopskontraktet.

## Musiknummer
Akt I
- Ouvertyr
- Choeur: "Quelle fraîcheur délicieuse" et couplets d'Agathe
- "Ah! la charmante promenade" – Hélène, Ermerance, Séraphin
- "Bonjour, Monsieur Séraphin" – Séraphin, choeurs
- "Vrai Dieu! mes bons amis" – Florestan
- Couplets: "Quand j'étais Baron de Merlettes" – Loustot
- "Alors tout est fini" – Hélène, Ermerance, Florestan, Agathe
- "Petite dinde! Ah quel outrage" – Hélène
- "Mes voitures sont à la porte"
- "Allure martiale, Energique maintien" – Florestan
- "Pardon, je suis indiscrète… Depuis c’matin, cherchant d’l’ouvrage" – Véronique, choeurs
- Ensemble, "C'est Estelle et Véronique" – Hélène, et Final I

Akt II
- Choeur: Ronde du Tourne Bride – Agathe
- De-ci, de-là, cahin-caha (Duo de l’âne; Donkey Duet) – Florestan et Véronique
- Ah, méchante! Voulez-vous rire? … Poussez, poussez, l’escarpolette (Duo de l’escarpolette) – Florestan et Véronique
- Ronde "Lisette avait peur du loup" – Agathe
- Couplets "Une grisette mignonne" – Florestan
- Choeur
- La lettre "Adieu je pars" – Florestan, et Final II "Puisque l'ingrate Véronique"

Akt III
- Choeur: "Chut, chut, faisons silence", et Romance "D’un magasin la simple demoiselle" – Ermerance
- Couplets: "Voyons ma tante" – Hélène
- Choeur et duo: "Aux Tuileries" – Agathe, Coquenard
- "Oh! Ciel" – Hélène, Agathe, Ermerance, Coquenard
- Couplets: "Ma foi, pour venir de province" – Agathe
- "Eh bien! par ordre, procédons" – Hélène et Florestan
- Final III